# Torpedowce typu Akhisar
Torpedowce typu Akhisar – tureckie torpedowce z początku XX wieku. W 1904 roku we włoskiej stoczni Ansaldo w Genui zbudowano dwa okręty tego typu. Jednostki weszły w skład marynarki Imperium Osmańskiego w czerwcu 1904 roku. „Alpagot” wziął udział w wojnie włosko-tureckiej, podczas której został zatopiony we wrześniu 1911 roku. „Akhisar” uczestniczył w I wojnie bałkańskiej i I wojnie światowej, a po remoncie w latach 20. służył pod banderą Republiki Turcji do 1930 roku.

## Projekt i budowa
Torpedowce typu Akhisar zostały zamówione przez Turcję we Włoszech w grudniu 1902 roku i w tym miesiącu podpisano kontrakt na dostawę dwóch jednostek.
Oba okręty zbudowane zostały w stoczni Ansaldo w Genui. Stępki jednostek położono w 1904 roku, a zwodowane zostały w kwietniu 1904 roku .
| Okręt     | Stocznia | Położenie stępki | Wodowanie        | Wejście do służby | Los                        |
| --------- | -------- | ---------------- | ---------------- | ----------------- | -------------------------- |
| „Akhisar” | Ansaldo  | 1904             | 25 kwietnia 1904 | czerwiec 1904     | wycofany 1930              |
| „Alpagot” | Ansaldo  | 1904             | 30 kwietnia 1904 | czerwiec 1904     | zatopiony 30 września 1911 |

## Dane taktyczno-techniczne
Okręty były torpedowcami z kadłubem wykonanym ze stali, podzielonym na dziewięć przedziałów wodoszczelnych. Długość całkowita wynosiła 51 metrów (50,5 metra między pionami) szerokość 5,7 metra i zanurzenie 1,4 metra. Wyporność normalna wynosiła 165 ton. Jednostki napędzane były przez dwie pionowe, trzycylindrowe maszyny parowe potrójnego rozprężania Ansaldo o łącznej mocy 2400 KM, do których parę dostarczały dwa kotły lokomotywowe (także produkcji Ansaldo) . Prędkość maksymalna napędzanych dwoma śrubami okrętów wynosiła 24 węzły. Okręty zabierały zapas 60 ton węgla, co zapewniało zasięg wynoszący 2000 Mm przy prędkości 14 węzłów.
Na uzbrojenie artyleryjskie jednostek składały się dwa pojedyncze działka kalibru 37 mm Hotchkiss QF L/20 z zapasem 250 nabojów . Broń torpedową stanowiły zamontowane na pokładzie (z przodu i tyłu sterówki dwie pojedyncze obracalne wyrzutnie kal. 450 mm, z łącznym zapasem czterech torped .
Załoga pojedynczego okrętu składała się z 4 oficerów i 26 podoficerów i marynarzy .

## Służba

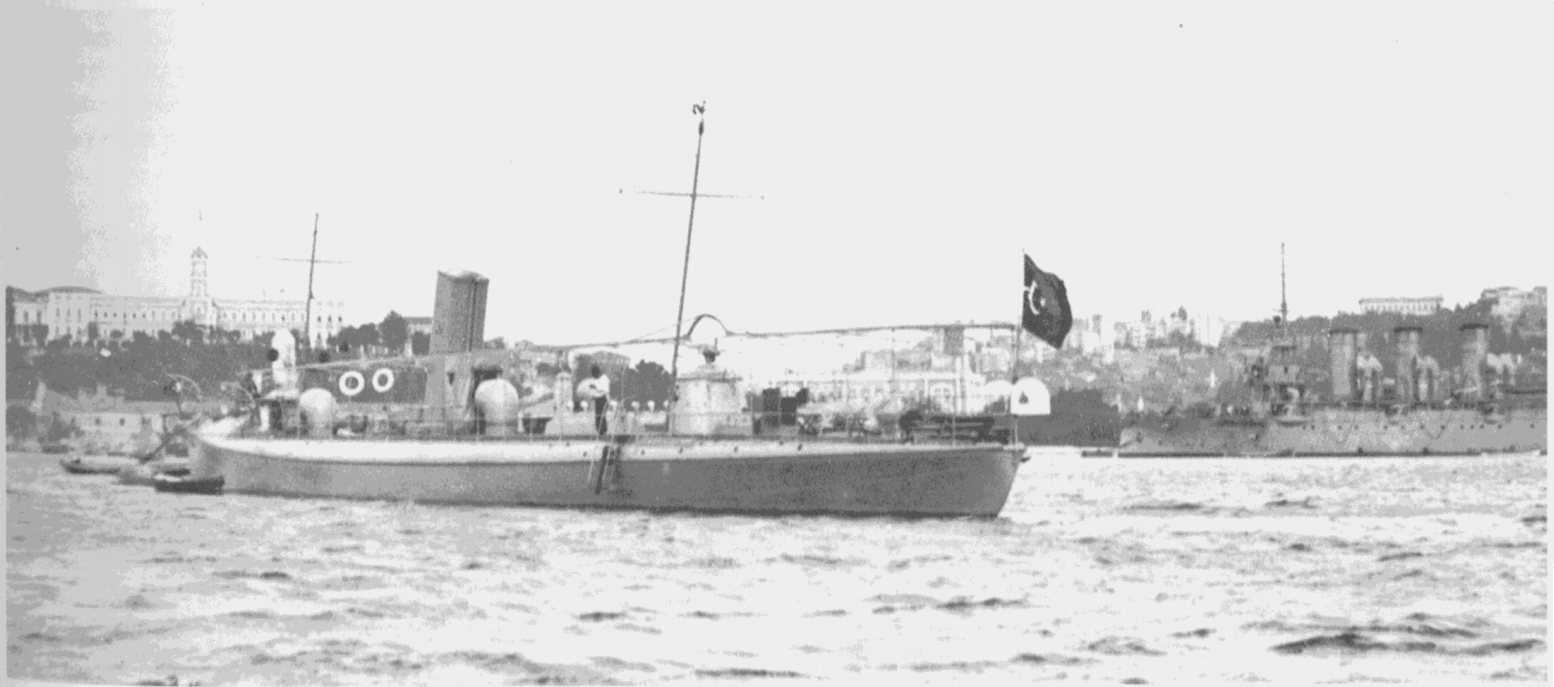
„Alpagot” w Stambule wkrótce po zbudowaniu

„Akhisar” i „Alpagot” zostały przyjęte w skład marynarki wojennej Imperium Osmańskiego w czerwcu 1904 roku w Stambule . W maju 1909 roku „Alpagot” wziął udział w pierwszych manewrach floty tureckiej na Morzu Marmara. 30 września 1911 roku torpedowiec został zatopiony nieopodal Reşadiye przez włoskie niszczyciele podczas wojny włosko-tureckiej .
„Akhisar” w czasie I wojny bałkańskiej wziął udział w bitwie zespołu tureckiego koło przylądka Elli. W momencie wybuchu I wojny światowej torpedowiec był już przestarzały i miał niską wartość bojową. W 1915 roku wyeksploatowana siłownia okrętu pozwalała na osiągnięcie prędkości maksymalnej 14 węzłów, a liczebność załogi wzrosła do 43 osób (4 Niemców i 39 Turków) . 28 maja 1915 roku „Akhisar” w Zatoce Izmit nie zdołał zapobiec zatopieniu przez brytyjski okręt podwodny HMS E11 promu „Badırma” (474 BRT), na którego pokładzie mimo akcji ratowniczej zginęło 250 osób. 11 grudnia „Akhisar” osiadł na mieliźnie nieopodal Silivri, skąd na holu został doprowadzony do Stambułu. W październiku 1918 roku okręt odstawiono do rezerwy.
Po zakończeniu wojny, 29 października 1923 roku „Akhisar” został formalnie wcielony do nowo powstałej marynarki wojennej Republiki Turcji. W latach 1924–1925 jednostka przeszła remont i po jego zakończeniu podjęła czynną służbę. Okręt wycofano ze składu floty w 1930 roku i złomowano w 1935 roku .